# Bearlake
Die Bearlake, auch Sahtú gotine, Satudene oder Gens du Lac d'Ours genannt, sind eine Athapaskisch sprechende Bevölkerung, die von den Nachkommen der Dogrib, Kawchottine (Hare), Slavey und anderen Gruppen gebildet wurden, die nach der Errichtung von Handelsposten am Great Bear Lake im Nordwest-Territorium in Kanada mit Europäern in Kontakt kamen.
Fort Norman am Mackenzie River war für die Bearlake-Indianer das Zentrum des Handels. Von 1820 bis 1950 betrieb die Hudson’s Bay Company in Fort Franklin am Great Bear Lake einen Handelsposten. Die Bearlake-Siedlung in Fort Franklin hat sich seit damals erweitert. Der Ort ist heute ein Regierungszentrum mit einer Schule, einer Krankenpflegestation, einem staatlich geförderten Wohnungsbauprogramm sowie einer  Kirche. Es leben heute etwa 700 Bearlake in und um Fort Franklin.